# Битка за Северодоњецк (2022)
Битка за Северодоњецк одигравала се између Украјине и Русије уз подршку снага Луганске Народне Републике од 6. маја до 25. јуна 2022. године. Снаге Русије и ЛНР преузеле су потпуну контролу над Северодоњецком 25. јуна 2022. године.

## Рат у Донбасу
Градови Северодоњецк и Лисичанск били су поприште серије битака 2014. године између проруских сепаратиста из ЛНР и украјинске војске током рата у Донбасу.

## Почетак инвазије Русије на Украјину
Убрзо након почетка инвазије Русије на Украјину 2022. године, 28. фебруара, руске снаге су почеле да гранатирају Северодоњецк. Руске снаге су наставиле да гранатирају град, укључујући и школску фискултурну салу која је служила као склониште за бомбе. Месец дана након почетка инвазије Русија је тврдила да контролише 93% Луганске области.

## Битка
Русија је 27. маја започела директан копнени напад на Северодоњецк, иако још није опколила град. Кадировци су заузели хотел Мир у северном делу града. У међувремену, друге руске и сепаратистичке снаге наставиле су са покушајима да формирају џеп у урбаним областима, нападајући са севера код Рубижна и југозапада на Устиновку и Боривске. Даље према западу, Русија је наставила да полако напредује у бројним областима као што су Лиман и Сиверск да би пореметила украјинске линије снабдевања до Северодоњецк - Лисичанск.
До 29. маја, руске снаге су покренуле пун напад на град. Украјинске снаге су одбиле нападе, али нису биле у стању да спрече напоре Русије у опкољавању. Борбе су почеле да се воде у центру града.
Украјински извори су 14. јуна признали да Русија контролише 80% града и да је блокирала све путеве за повлачење Украјинаца. Убрзо су се преостали украјински војници повукли у фабрику Азот, где су остали до 24. јуна када је украјинским војницима наређено да се повуку из града. Наредног дана Русија је преузела пуну контролу над Северодоњецком и околним местима.